# Los Saicos
Los Saicos var ett garagerockband från Peru, mer känd som den första punkbandet i världen, som var aktiva på 1960-talet.
Bandet bildades i Lima 1964 och släppte sex singlar innan de upplöstes. År 2009 kom Saicomania, en dokumentärfilm om bandet.

## Diskografi

### Singlar
- Come On / Ana (Dis-Perú, 1964)
- Demolición / Lonely Star (Dis-Perú, 1964)
- Camisa de fuerza / Cementerio (Dis-Perú, 1965)
- Te Amo / Fujitivo de Alcatraz (Dis-Perú, 1965)
- Salvaje / El entierro de los gatos (Dis-Perú, 1965)
- Besando a otra / Intensamente (El Virrey, 1966)